# نبرد شیرویاما
نبرد شیرویاما (به ژاپنی: 城山の戦い Shiroyama no tatakai) نبردی بود که در ۲۷ سپتامبر سال ۱۸۷۷ در کاگوشیمای ژاپن درگرفت. شیرویاما آخرین نبرد از شورش ساتسوما بود. در این نبرد سامورایی‌های تحت فرماندهی سایگو تاکاموری درحالی‌که که تعدادشان بسیار کمتر بود، در آخرین موضع خود در برابر ارتش امپراتوری ژاپن تحت فرماندهی ژنرال یاماگاتا آریتومو و کاوامورا سومی‌یوشی جنگیدند. این نبرد منجر به نابودی ارتش سایگو و همچنین مرگ وی در اثر خودکشی شد.
پس از شکست سپاهیان سامورایی سایگو تاکاموری در محاصره قلعه کوماموتو و در جنگ‌های دیگر در مرکز کیوشو، بقایای باقی‌مانده از سپاه سامورایی‌هایی که هنوز وفادار به سایگو تاکاموری باقی مانده بودند، به سوی ساتسوما بازگشتند و تپه شیرویاما را که مشرف به کاگوشیما بود را در ۱ سپتامبر ۱۸۷۷ تصرف کردند.
نیروهای ارتش امپراتوری تحت فرماندهی ژنرال یاماگاتا آریتومو و دریاسالار کاوامورا سومی‌یوشی به زودی پس از آن شروع به ورود به منطقه کردند، و شورشیان را تحت محاصره قرار دادند. پس از تلفات جنگی و فرار سامورایی‌ها، تنها حدود ۵۰۰ سامورایی در جبهه سایگو تاکاموری از بیش از ۲۰٬۰۰۰ نفر باقی مانده بود، و این کاهش نیرو تنها در طی شش هفته از شکست محاصره قلعه کوماموتو رخ داده بود.
ژنرال یاماگاتا آریتومو با وجود همراه داشتن ۳۰٬۰۰۰ سرباز، هرچند که بسیار بیشتر از سایگو نیرو داشت، زمان خود را برای ساختن یک سری از استحکامات برای محاصره سایگو و به وجود آوردن هر فرصتی برای شکست سایگو مصرف می‌کرد، علاوه بر این وی درخواست پنج کشتی جنگی برای بمباران شورشیان و کاهش دفاع آن‌ها کرده بود. برنامه‌ریزی وی برای حمله از همه طرف بود و در تلاش برای جلوگیری از فرار سامورایی‌ها تمامی راه‌های فرار را بر روی آن‌ها بسته بود. سایگو از مواضع خود با تفنگ فتیله‌ای و چند قطعه توپ دفاع می‌کرد، و توپ‌هایی که با استفاده از آب کردن مجسمه‌های فلزی تهیه شده بودند. درمان مجروحان نیز تنها با یک اره نجاری انجام می‌شد.
پس از انجام شلیک با توپخانه، شبانه سربازان یاماگاتا حمله به مواضع سایگو را آغاز کردند. پس از گلوله‌باران سنگین، افراد ارتش امپراتوری درحالی‌که برای مبارزه با شمشیر آموزش ندیده بودند، مجبور شدند با سامورایی از نزدیک بجنگند. فقط در طی چند دقیقه، خطوط سازمان یافته سپاه امپراتوری دچار هرج و مرج شد و شمشیربازان سامورایی بسیار ماهر در کنجوتسو در برابر ارتش توانستند به برتری دست پیدا کنند. اما ین پیروزی تنها برای مدت کوتاهی بود و سربازان سایگو به علت کمی نفرات مجبور به شکست شدند.
سایگون از ران و معده زخمی شده بود و با کمک بپو شینسوکه سعی کرد به پایین تپه برود تا بتواند مکان دیگری برای پایان دادن به زندگی اش پیدا کند. بپّو شینسوکه به عنوان کایشاکونین، سر سایگو تاکاموری را قطع کرد و سپس سر را مخفی کرد تا دشمن نتواند آن را پیدا کند.

## عواقب
از نظر مالی، هزینه سرکوب شورشیان ساتسوما برای دولت میجی بسیار سنگین بود؛ و ژاپن مجبور شد که استاندارد طلا استفاده کند و همین‌طور دولت مجبور به چاپ اسکناس شد. شکست شورش همچنین به‌طور مؤثری به اهمیت طبقه اجتماعی سامورایی پایان داد، و امپراتوری ژاپن خدمت وظیفه عمومی را مقرر کرد زیرا ثابت شد که بدون توجه به طبقه اجتماعی، ارتش جدید می‌تواند پیروز شود. در تاریخ ۲۲ فوریه ۱۸۸۹ امپراتور میجی، سایگو تاکاموری را مورد عفو و بخشش قرار داد. مجسمه‌های سایگو تاکاموری امروزه در پارک اوئنو، توکیو و در نزدیکی خرابه‌های قلعه کاگوشیما به یادبود وی برپا ایستاده‌اند. سایگو تاکاموری امروزه به عنوان یک قهرمان محزون در نزد مردم شناخته می‌شود.

## در فرهنگ عامه
گروه پاور متال سوئدی، سبتان یک آهنگ دربارهٔ این نبرد با عنوان «شیرویاما» منتشر کرد که در تاریخ ۱۲ اوت ۲۰۱۶ به عنوان تک‌آهنگ و در ۱۹ اوت ۲۰۱۶ به عنوان بخشی از یک آلبوم استودیویی بنام آخرین ایستادگی منتشر شد.